# Protexarnis degeniata
Protexarnis degeniata là một loài bướm đêm trong họ Noctuidae.